# Le Commissaire

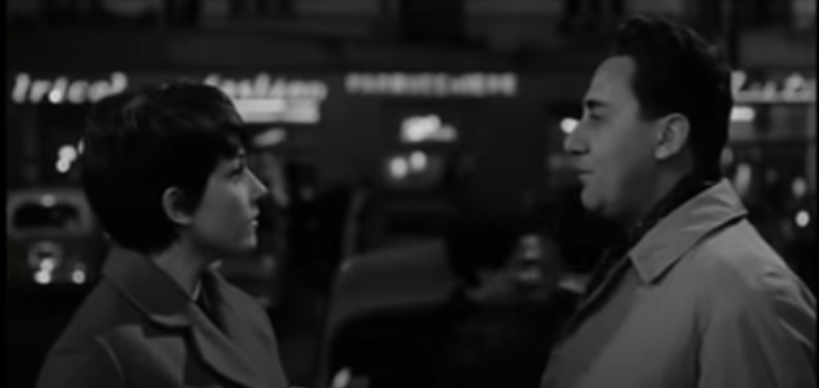
Image du film Le Commissaire.

Le Commissaire (titre original : Il commissario) est un film italien réalisé par Luigi Comencini sorti en 1962.

## Fiche technique
- Titre original : Il commissario
- Titre français (DVD) : Le Commissaire
- Réalisation : Luigi Comencini
- Scénario : Age et Scarpelli
- Photographie : Aldo Scavarda
- Musique : Carlo Rustichelli
- Montage : Nino Baragli
- Décors : Mario Chiari, Pasquale Romano et Ermanno Manco
- Costumes : Giulia Mafai
- Son : Bruno Moreal et Biagio Fiorelli
- Production : Dino De Laurentiis
- Durée : 102 minutes
- Pays :  Italie
- Genre : Comédie
- Dates de sortie :

## Distribution
- Alberto Sordi : le vice-commissaire Dante Lombardozzi
- Franca Tamantini : Marisa Santarelli
- Alessandro Cutolo : le commissaire en chef
- Alfredo Leggi : Armando Provetti
- Mino Doro : Colonel Menotti Di Pietro
- Franco Scandurra (en) : le commissaire Matarazzo
- Aldo Bufi Landi : Ettore Gargiulo, le portier de l'hôtel
- Angela Portaluri : Maria De Santis, dite "la Rossa"
- Andrea De Pino : le maréchal Polidori
- Alberto Vecchietti : l'avocat Zecca
- Giuseppe Fazio : le commssaire Ippoliti
- Carlo Bagno : Dottor Longo
- Vincenzo Falanga : le commissaire du Ps
- Pasquale Campagnola : Brigadiere Peluso
- Gaetano Ricci : Ferruccio
- Gastone Renzelli : le frère de Maria
- Lina Nobili : la mère de Marisa
- Giovanni Gianfelici : le père de Di Marisa
- Paola Belipani : la sœur de Marisa
- Emilio Marchesini : le cousin de Marisa
- Ernesto Tonetto : le grand-père de  Marisa
- Luigi Pellegrini : l'oncle de Marisa
- Maria Teresa Filori : Claudia, Amica Di Marisa
- Ennio Balbo : un conférencier
- Pasquale De Filippo et Enrico Lazzareschi : les journalistes
- Gustavo Quinterio : le chef de cabinet